# أنتوفاغاستا بي إل سي
أنتوفاغاستا بي إل سي هي شركة بريطانية متعددة الجنسيات. إنها واحدة من أهم التكتلات في تشيلي مع المشاركة في رأس المال في أنتوفاغاستا للمعادن، والسكك الحديدية من أنتوفاغاستا إلى بوليفيا، و تواين للمعادن في مينيسوتا، وغيرها من المشاريع الاستكشافية المشتركة في أجزاء مختلفة من العالم.
تم إدراج أنتوفاغاستا في بورصة لندن وهي أحد مكونات مؤشر فوتسي 100 .

## روابط خارجية
- موقع Antofagasta PLC الرسمي - باللغة الإنجليزية
- شركات أنتوفاغاستا بي إل سي في الشركات المفتوحة